# Senos esfenoparietales
El seno esfenoparietal es uno de los senos venosos durales emparejados que drena la sangre del cerebro. Drena las vena cerebral media superficial, la rama frontal de la vena meníngea media y la vena diploica temporal anterior hacia el seno cavernoso.  El seno esfenoparietal recorre la cresta esfenoidal del hueso esfenoides entre la fosa craneal anterior y la fosa craneal media.

## Imágenes adicionales

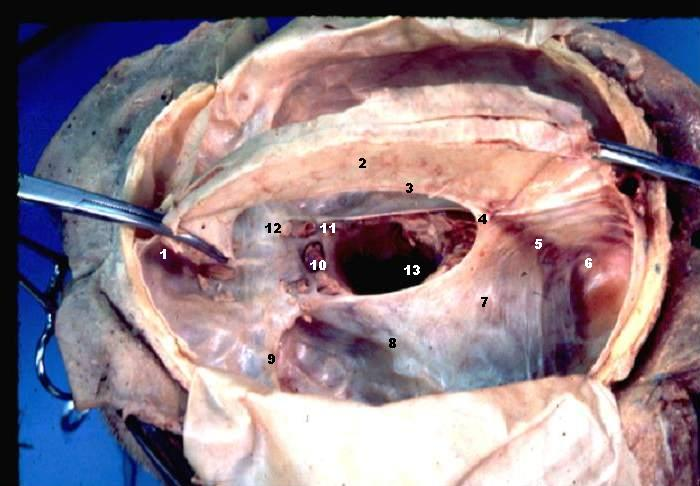
Duramadre del cerebro humano (reflejos)